# Corredor Econòmic Xina-Pakistan

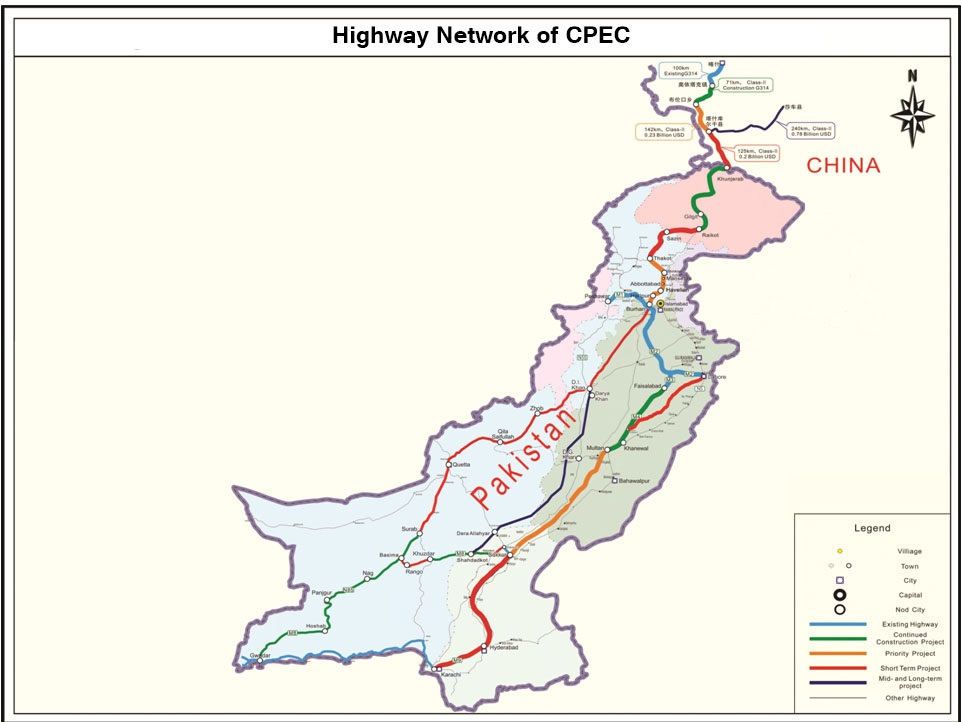
Corredor Econòmic Xina-Pakistan.

El corredor econòmic xinès-pakistanès (en xinès: 中国-巴基斯坦经济走廊; Zhōngguó-bājīsītǎn jīngjì zǒuláng, en urdú: پاک چین اقتصادی راہداری) és un megaprojecte anunciat l'abril de 2015 que busca connectar el port de Gwadar en el sud-oest del Pakistan amb la regió autònoma de Xinjiang, al nord-oest de la República Popular de la Xina mitjançant una xarxa d'autopistes, vies ferroviàries i oleoductes petrolífers.

## Descripció
Aquest corredor econòmic és considerat la peça central de les relacions entre Xina i Pakistan i s'estendrà al llarg de 3 mil quilòmetres des del port de Gwadar fins a la ciutat de Kaixgar. El cost de la seva construcció s'estima en $46 mil milions de dòlars. El corredor és part de la iniciativa xinesa de la ruta de la seda marítima del segle xxi. D'acord amb al diari indi Firstpost: «Aquesta és la major inversió a l'estranger anunciada per la Xina, s'espera que el corredor estigui operatiu en tres anys i serà un canvi de joc estratègic per a la regió, que recorrent un llarg camí, convertirà al Pakistan en una entitat més rica i forta que mai».
El corredor proveirà al Pakistan de noves infraestructures de transport, telecomunicacions i energia, a part de fomentar l'intercanvi intel·lectual amb Xina. Ambdues nacions esperen que la gran inversió fomenti les relacions bilaterals i transformi el Pakistan en una potència econòmica regional.

## Història
El projecte va ser inicialment proposat per l'expresident de Pakistan Asif Ali Zardari, el primer ministre xinès Li Keqiang i el primer ministre pakistanès Nawaz Sharif el 22 de maig de 2013 a Islamabad. El 27 d'agost del mateix any va ser creada la secretaria del corredor econòmic xinès-pakistanès. Al febrer de 2014 el president de Pakistan, Mamnoon Hussain, va visitar Xina per discutir els plans per al projecte econòmic, dos mesos després els primers ministres d'ambdós països es van reunir per realitzar la mateixa labor.
Al novembre de 2014 el govern xinès va anunciar que finançaria a les empreses nacionals per invertir $45,6 mil milions de dòlars en projectes d'infraestructura a Pakistan com a part del desenvolupament del corredor econòmic.
El 20 d'abril de 2015 Pakistan i Xina van signar un acord per iniciar les labors del corredor econòmic amb una inversió de $46 mil milions de dòlars, que equival al 20% del PIB anual pakistanès, dels quals $28 mil milions estan destinats als projectes immediats i la resta a la construcció del gasoducte.

## Projectes[15]
Durant la visita de Xi Jinping, president de la Xina, a Pakistan el 20 d'abril de 2015 van ser signats 51 memoràndums d'entesa emparant els següents projectes relacionats amb el corredor:
| Projecte                                            | Estat                                                                                     |
| --------------------------------------------------- | ----------------------------------------------------------------------------------------- |
| Port de Gwadar                                      | Completat. Xina posseeix drets d'operació per 40 anys a partir de 2015.                   |
| Modernització de la línia fèrria Karachi–Peshawar   | Estudi de viabilitat en curs.                                                             |
| Línia fèrria de Khunjerab                           | Estudi de viabilitat en curs.                                                             |
| Autopista Karachi–Lahore                            | Aprovada. En construcció des de 2015.                                                     |
| Línia fèrria Havelian-Khunjerab                     | Aprovada.                                                                                 |
| Autopista de Hazara (E35 expressway)                | En construcció. A concloure abans de 2017.                                                |
| Oleoducte Iran-Pakistan                             | En construcció. La part iraniania ja ha estat conclosa.                                   |
| Autopista Gwadar-Ratodero                           | En construcció. A concloure al desembre de 2015.                                          |
| Força de suport per al corredor econòmic.           | Completat. La divisió armada de les forces de seguretat va costar $250 milions de dòlars. |
| Port sec de Havelian                                | Estudi de viabilitat en curs.                                                             |
| Línia taronja del metre de Lahore                   | Aprovada.                                                                                 |
| Modernització de l'aeroport internacional de Gwadar | Aprovada. A concloure abans de 2018.                                                      |
| Laboratori de biotecnologia xinès-pakistanesa       | Aprovat.                                                                                  |
| Oleoducte Gwadar-Nawabshah                          | Aprovat.                                                                                  |
| Hidroelèctrica Suki Kinari                          | Aprovada.                                                                                 |
| Central termoelèctrica de carbó del port de Qasim   | Aprovada.                                                                                 |
| Projecte hidroelèctric de Karot                     | Aprovat.                                                                                  |
| Projecte d'energia solar de Panjab                  | Aprovat.                                                                                  |
| Projecte d'energia eòlica de Jhimpir                | Aprovat.                                                                                  |
| Projecte miner Thar Block II                        | Aprovat.                                                                                  |
| Central termoelèctrica de carbó Thar Block II       | Aprovada.                                                                                 |
| Desenvolupament de projectes hidroelèctrics privats | Aprovat.                                                                                  |
| Projecte d'energia eòlica de Dawood                 | Aprovat.                                                                                  |
| Central termoelèctrica de carbó de Hubco            | Aprovada.                                                                                 |
| Sistema de comunicació transfronterer               | Aprovat.                                                                                  |